# 奶渣

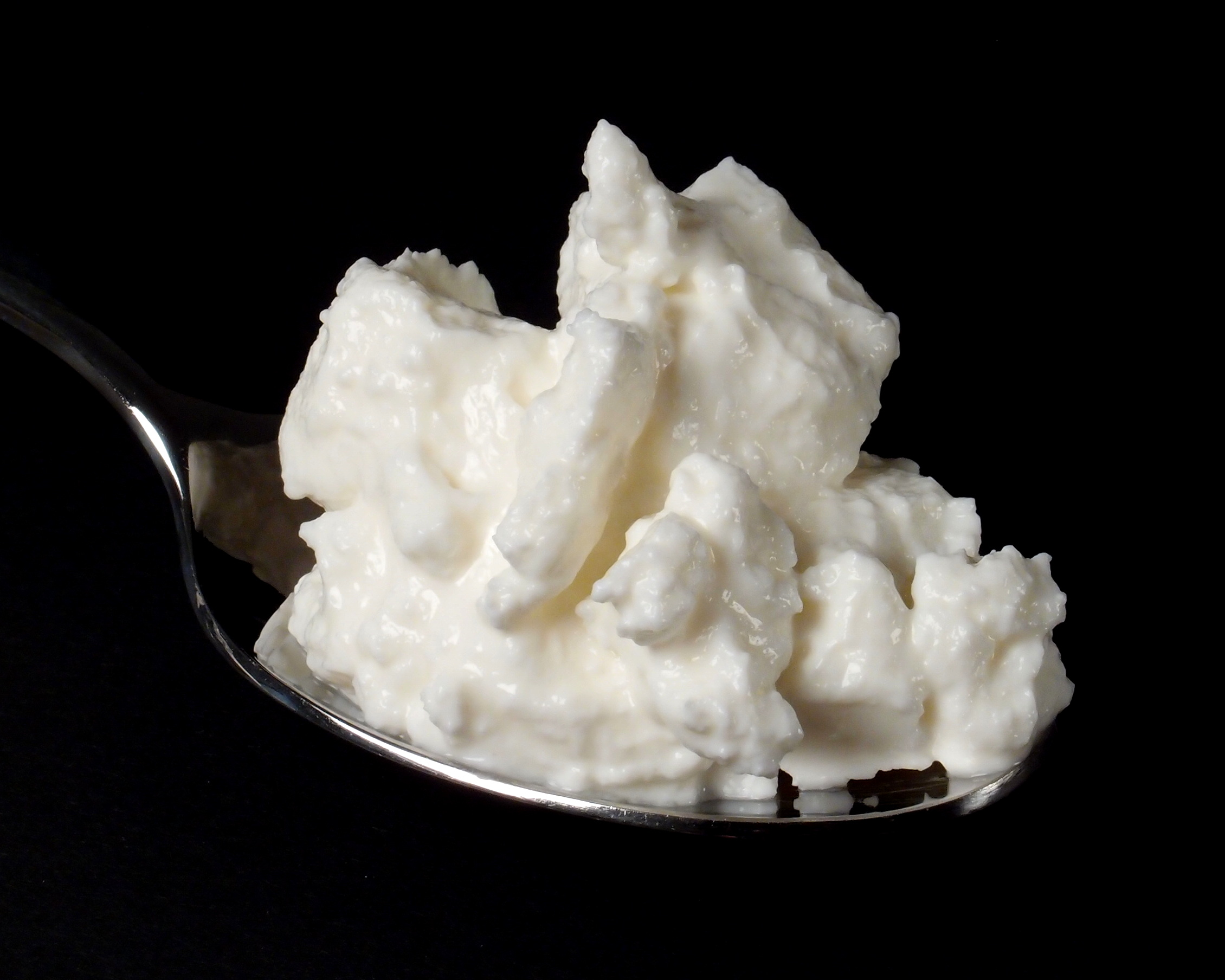
德国脱脂牛奶奶渣有著奶油般的质地

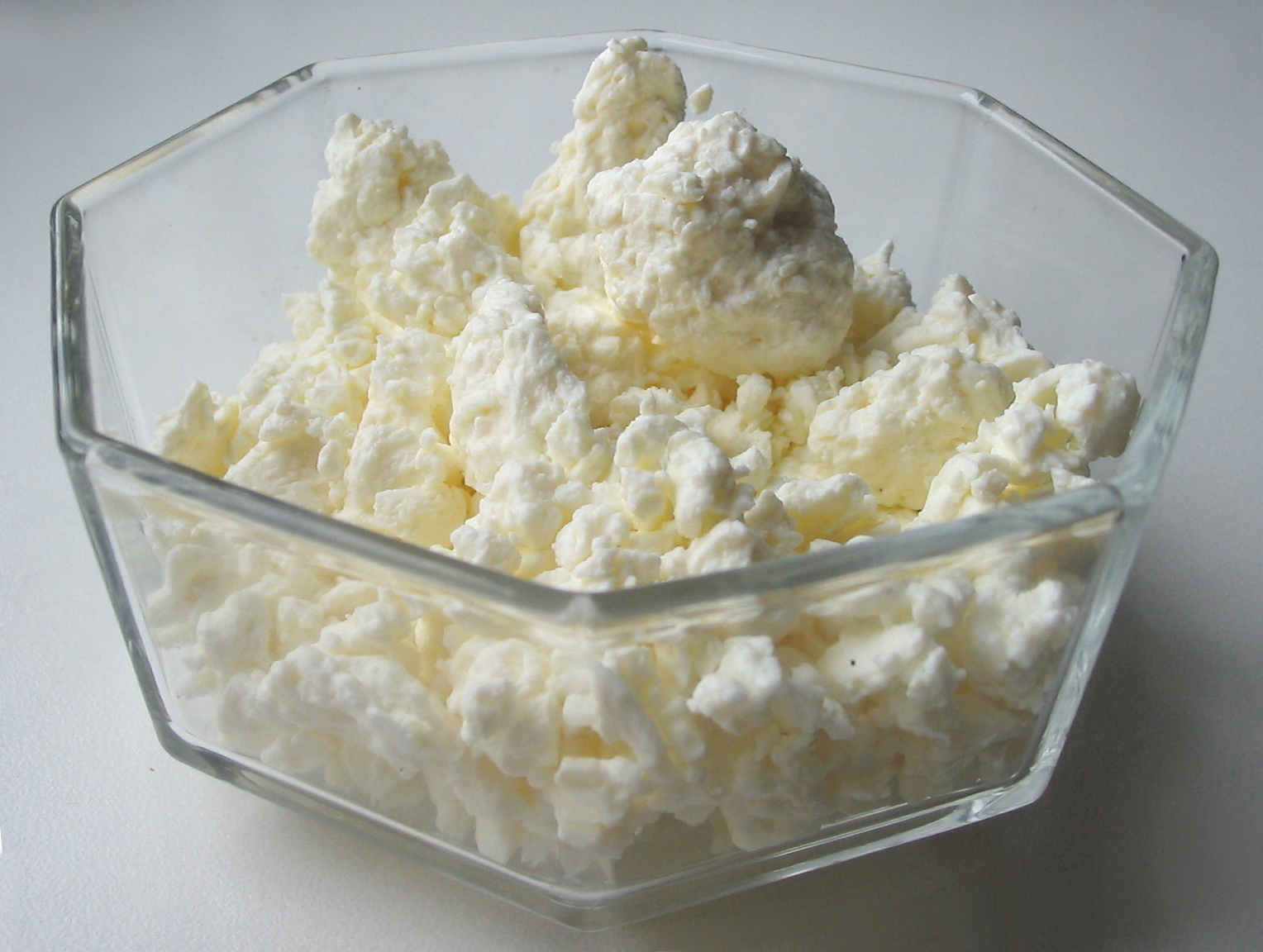
在東歐國家如俄羅斯、烏克蘭常見的家常點心，將奶渣製成內餡，包在傳統的布林餅內

奶渣是一種酸奶製品，屬於起司的一種，將牛奶中的乳清分離後提鍊出的白色渣狀物即所謂的「奶渣」，在東歐及北歐國家是相當普遍的食品。

## 成份
奶渣中富含蛋白質、礦物質、乳糖、酵素及多種維生素。最值得注意的是，牛奶中的鈣質、鐵、磷等營養精華都保留在奶渣裡。1公升的牛奶約可提鍊出100克的奶渣。

## 特性及功效
- 奶渣中的礦物質有助於形成及強化骨骼組織；胺基酸則有助於肝臟疾病的預防；維他命B可預防動脈粥樣硬化；低脂且低熱量的奶渣更是許多減重者的最佳選擇。

- 牛奶蛋白中的酪蛋白具有很高的營養價值，可取代動物性蛋白。

- 有別於一般肉類，奶渣中的普林（Purine）[註 1]含量很低，不容易囤積體內。

- 奶渣中的乳酸菌亦可提高胃腸的活性，促進正常排便。患有肝臟、心肺血管系統疾病者也非常適合食用，同時可促進血液中血紅蛋白的形成和改善神經系統疾病。

- 奶渣不僅能直接食用，亦可用來製造各種面膜、臉部及身體乳液或乳霜。加溫後的奶渣還可用來敷於傷口或灼燙傷部位，達到殺菌及消炎的功效。

- 由於奶渣的提鍊過程完全天然、無任何添加物，因此也較容易腐壞，必須保存在冰箱，保鮮期為3－5天左右。

## 建議攝取量
由於奶渣的蛋白質含量較高，除患有腎臟疾病或對蛋白質、鈣質攝取量需特別控制的人應酌量食用，一般建議一天的攝取量在200克以內即可，且無論男女老幼都適宜。

## 外部連結
- 维基共享资源上的相關多媒體資源：奶渣